# Medal za Wybitne Osiągnięcia na Polu Walki
Medal za Wybitne Osiągnięcia na Polu Walki (ang. Distinguished Warfare Medal) – projektowane amerykańskie odznaczenie wojskowe.

## Historia
Medal Distinguished Warfare Medal został wymyślony na potrzeby honorowania żołnierzy zajmujących się pilotażem bezzałogowych samolotów używanych wówczas głównie w tzw. wojnie z terroryzmem oraz dla ludzi zaangażowanych w ochronę tajemnic państwowych w internecie. Projekt odznaczenia został po raz pierwszy stworzony w 2012 roku, w lutym 2013 roku Departament Obrony USA zaprezentował natomiast projekt graficzny medalu i ogłosił jego umiejscowienie w hierarchii odznaczeń. Według projektu medal miał lokować się powyżej „Purpurowego Serca” przyznawanego rannym na polu bitwy i poniżej przyznawanej za akty heroizmu „Srebrnej Gwiazdy”.
Projekt wprowadzenia odznaczenia spotkał się z silną krytyką środowiska weteranów, którzy krytykowali pomysł orderu nadawanego nie za odwagę i bohaterstwo na polu walki. Organizacje weteranów domagały się m.in. obniżenia rangi orderu i umieszczenia go w hierarchii poniżej „Purpurowego Serca”. Ostatecznie nowy sekretarz obrony Chuck Hagel zdecydował o zarzuceniu projektu wprowadzenia nowego odznaczenia, jednocześnie zapowiedział jednak opracowanie innego sposobu odznaczania.